# Maria Tallchief

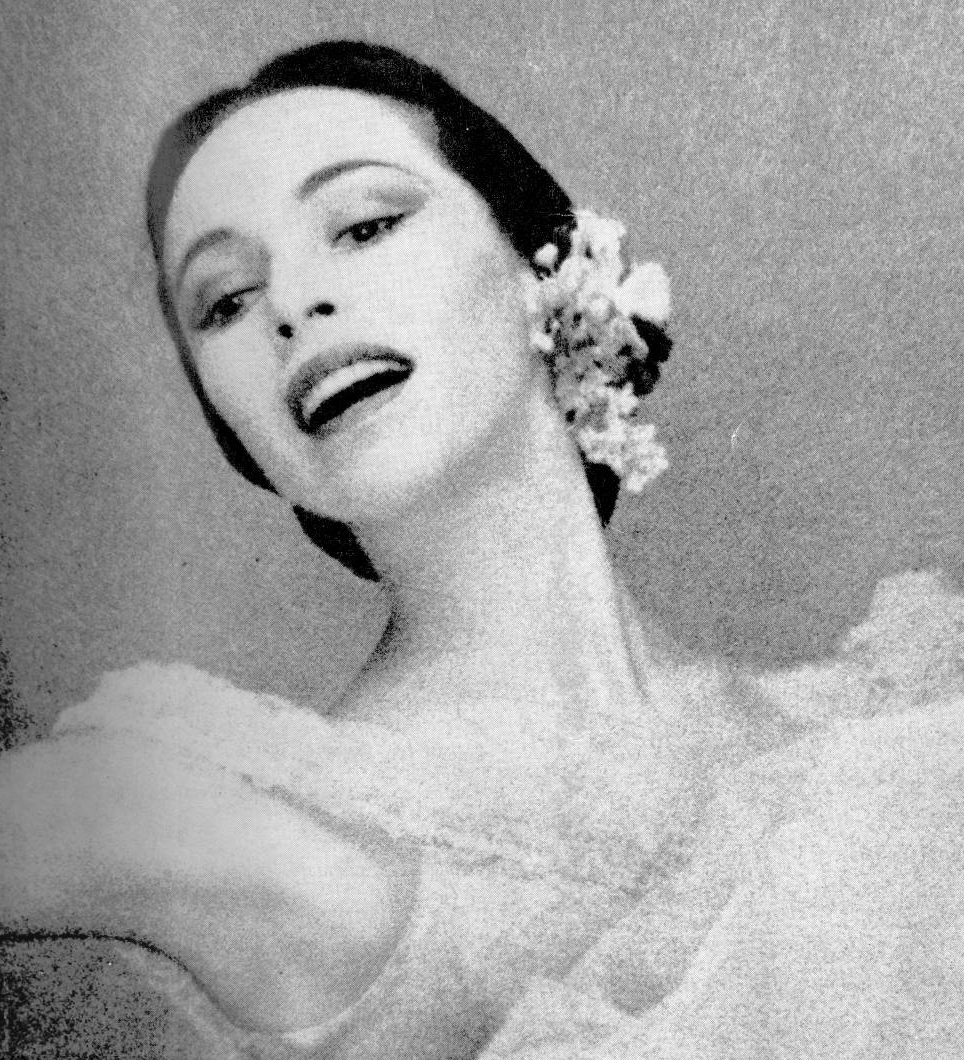
Maria Tallchief nel 1954

Elizabeth Marie Tall Chief, nota come Maria Tallchief (Fairfax, 24 gennaio 1925 – Chicago, 11 aprile 2013), è stata una ballerina statunitense, considerata una delle prime grandi ballerine statunitensi.

## Biografia
Nata in Oklahoma da madre di origine scozzese-irlandese e padre nativo americano (discendente della tribù Osage), si trasferì da ragazza a Beverly Hills dove iniziò a studiare danza diventando allieva di Bronislava Nižinskaja. Studiò anche pianoforte e inizialmente fu tentata di seguire la carriera di pianista, scegliendo poi la danza.
A diciassette anni si presentò ad un'audizione a New York e venne accolta dalla compagnia Ballet Russe de Monte Carlo, dove rimase tra il 1942 ed il 1947. Anche il suo futuro marito George Balanchine, che sposò nel 1946, faceva parte di questa compagnia. In seguito Maria lavorò per diversi anni nel New York City Ballet.
Nel 1952 ebbe fine il matrimonio con Balanchine, ma i due rimasero in contatto come ballerina l'una e coreografo l'altro.
Nel 1956 sposò Henry "Buzz" Paschen. La figlia della coppia è stata la poetessa Maria Elise Paschen.
Nel 1962 ha stretto una collaborazione con Rudol'f Nureev durante il suo debutto sulla televisione americana al Bell Telephone Hour. Insieme hanno ballato il pas de deux da Infiorata a Genzano di August Bournonville.
Ritiratasi dall'attività di ballerina nel 1965, diresse la Lyric Opera of Chicago dal 1973 al 1979, mentre nel 1981 fondò con la sorella Marjorie il Chicago City Ballet, di cui fu direttrice artistica fino al 1987. Nel periodo 1990-2013 fu consulente artistica onoraria del Chicago Festival Ballet di Ken von Heidecke.
Nel dicembre 2012 si ruppe il bacino; morì per le complicanze della lesione nell'aprile 2013.
Nel periodo della sua più intensa attività è stata considerata come la danzatrice più forte da un punto di vista tecnico che gli Stati Uniti avessero mai avuto. È inserita nella National Women's Hall of Fame.